# Наднационално право
Наднационалното право е форма на международното право, при която държавата съзнателно сама и доброволно ограничава своя суверенитет чрез прехвърлянето му по делегация на наднационален орган или съюз.
Нормативните актове на наддържавните органи или съюзи по правило имат по-голяма правна сила от актовете на националното законодателство. Най-типичен пример за наднационално право е правото на Европейския съюз.